# سيليا فون بيسمارك
سيليا فون بيسمارك (بالألمانية: Celia von Bismarck) (و. 1971 – 2010 م) هي نجمة اجتماعية سويسرية، ولدت في جنيف، توفيت عن عمر يناهز 39 عاماً، بسبب ورم ميلانيني.